# Carbonella
Carbonella, en ocasiones erróneamente denominado Lechangia, es un género de foraminífero bentónico de la subfamilia Tournayellinae, de la familia Tournayellidae, de la superfamilia Tournayelloidea, del suborden Fusulinina y del orden Fusulinida. Su especie tipo es Carbonella spectabulis. Su rango cronoestratigráfico abarca desde el Tournaisiense superior hasta el Viseense inferior (Carbonífero inferior).

## Discusión
Algunas clasificaciones más recientes incluyen Carbonella en el suborden Tournayellina, del orden Tournayellida, de la subclase Fusulinana y de la clase Fusulinata.

## Clasificación
Carbonella incluye a las siguientes especies:
- Carbonella jakutica
- Carbonella lechangensis
- Carbonella pahiensis
- Carbonella rotunda
- Carbonella spectabulis